# Quintette du Hot Club de France
Quintette du Hot Club de France fue un grupo de gypsy jazz, fundado en Francia en 1934, por el guitarrista franco-belga Django Reinhardt y el violinista Stéphane Grappelli, que estuvo activo con distintas formaciones hasta 1948. Fue el primero y uno de los más importantes grupos de jazz manouche, una variedad de swing, surgidos en Europa.
Una de las características principales del grupo, fue incluir solo instrumentos de cuerda en sus composiciones, muy diferentes de las bandas u orquestas de jazz tradicional de ese entonces.
El quinteto fue descrito por el crítico Thom Jurek como "una de las bandas más originales del Jazz grabado" y su formación más famosa se componía de Reinhardt, Grappelli, el bajista Louis Vola, y las guitarras rítmicas de Roger Chaput y Joseph Reinhardt (hermano menor de Django), que completó el sonido del grupo y agregó ocasionales efectos de percusión.

## Historia
Hay varias versiones de cómo se formó la banda. La versión más aceptada entre los historiadores del jazz moderno, es que el grupo evolucionó de una serie de jam sessions dirigidos por Django Reinhardt, con Stephane Grappelli. Sin embargo, el bajista Louis Vola, dijo en una entrevista, que encontró a los hermanos Reinhardt tocando en una playa en Toulon. Él los invitó a tocar con su propia banda, que incluía Grappelli y al guitarrista Roger Chaput.
Después de una serie de jam sessions informales en el Claridge Hotel, los promotores Pierre Nourry y Charles Delaunay (dirigentes del Hot Club de France, sociedad presidida por Hugues Panassié y dedicada al impulso del jazz) instó a la formación de un grupo a tiempo completo. Con la incorporación de Joseph Reinhardt como segundo guitarrista, el quinteto popularizó el estilo de jazz gitano. Una serie de giras por Europa tuvieron mucho éxito, con el grupo disfrutando de una especial popularidad en el Reino Unido.

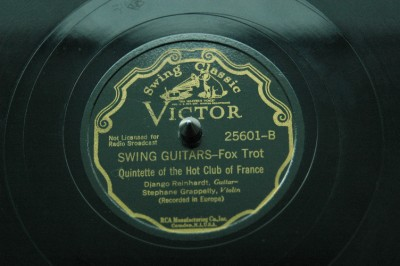
Cara B de un disco de la compañía Victor; la grabación es la de un fox

Varios bajistas y guitarristas fueron rotando en el grupo. En 1937, la cantante de jazz estadounidense Adelaide Hall, abrió un club nocturno en Montmartre, junto con su marido Bert Hicks, y lo llamó La Grosse Pomme. Contrató al Quintette du Hot Club de France como una de las bandas principales del club. Al estallar la Segunda Guerra Mundial, en septiembre de 1939, el Quintette estaba en una gira de conciertos por Inglaterra. Reinhardt, que prácticamente no hablaba Inglés, inmediatamente regresó a Francia, donde pensaba que se sentiría más seguro que en el Reino Unido. Grappelli, por su parte, se quedó en Inglaterra.
Django continuó utilizando el nombre Quintette con un grupo diferente, con Hubert Rostaing como el primero de varios clarinetistas, apoyados por una sección rítmica más convencional, con batería, contrabajo y una guitarra rítmica, interpretada bien por el hijo de Django Reinhardt, Lousson. Esta versión del Quintette a menudo estaba compuesta por seis integrantes y usualmente se le conocía como Django et le Quintette du Hot Club de France, o como Django Quintette Nouveau. Debido a la escasez de tiempo, esta versión de la Quintette no realizó muchas grabaciones, aunque se emitió la primera grabación de la composición de Django Reinhardt «Nuages», que después se convertiría en un estándar de jazz.
En 1946, tras la guerra, Grappelli y Django volvieron a reunirse bajo la bandera Quintette en un formato completamente de cuerdas. Como antes, rotaron por la banda un gran número de guitarristas y bajistas. El grupo se mantuvo hasta, aproximadamente 1948.